# Франсис Бофорт
Вижте пояснителната страница за други личности с името Бофорт.
Контраадмирал сър Франсис Бофорт (на английски: Francis Beaufort) е ирландски инженер-хидролог, служил в Британския кралски военноморски флот. Автор е на Бофо̀ртовата ска̀ла, измерваща силата на вятъра.

## Биография

### Ранни години
Роден е на 27 май 1774 година в Наван, Ирландия. Произлиза от френско протестантско семейство хугеноти, които бягат от Френските религиозни войни през ХVІ век. Баща му Даниел Аугустус Бофорт е протестантски свещеник в Наван и член на Ирландската кралска академия. Той създава и публикува нова карта на Ирландия през 1792.
Франсис израства и учи в Уелс и Ирландия до 14-годишна възраст. След това той напуска училище и се ориентира към мореплаването. Бофорт се превръща във високо образован човек, общуващ с изтъкнати математици и учени като Джон Хершел, Джордж Еъри и Чарлз Бабидж.
Франсис Бофорт е добре осведомен колко важни са точните морски навигационни карти за мореплаването. Едва на петнадесет години той корабокрушира заради грешна карта. Най-големите постижения в живота му са свързани именно с морските навигационни карти.

### Кариера
Започвайки на търговски кораб на Британската източна индийска компания, Бофорт се издига по време на Наполеоновите войни до флотски курсант, до лейтенант (на 10 май 1796) и до командир (14 ноември 1800). Той служи на фрегатата от пети клас „HMS Aquilon“ по време на битката „Славният първи юни“. „HMS Aquilon“ спасява обезвредения кораб „HMS Defence“ и влиза в схватка с френския кораб „Impetueux“.
Докато служи на „HMS Phaeton“, Бофорт е лошо ранен, водейки опасна операция в Малага през 1800 г. Докато се възстановява, получава „частична“ пенсия от 45 паунда. Две години Франсис помага и на доведения си брат Ричард Ловел Еджуърт да построи телеграфна линия от Дъблин до Голуей, за което отказва да приеме възнаграждение.
Бофорт се завръща на редовна служба като капитан на 30 май 1810 г. в Кралския военноморски флот. Свободното си време прекарва в измерване на водни дълбочини, астрономически наблюдения с цел измерване на географска дължина и ширина, и измерване на брегови линии. Неговите проучвания са описани в нови морски навигационни карти.
Адмиралтейството дава на Бофорт възможността за пръв път да командва кораб „HMS Woolwich“. Също така му поставя задачата да започне хидрографско изследване на естуара на Рио де ла плата в Южна Америка. Експертите са впечатлени от проучването на Бофорт, а адмиралтейството смята труда му за изключителен.
През 1829 е избран за научен сътрудник на Кралското астрономическо общество. Адмиралтейството го назначава за главен картограф и хидрограф на Британската флота, на който пост служи в продължение на 25 години. По време на мандата си, той поема управлението на най-големите астрономически обсерватории – в Гринуич, Англия, и на нос Добра Надежда, Африка.
На 1 октомври 1846 г., на 72-годишна възраст, Бофорт се оттегля от Кралския флот с чин контраадмирал, а на 29 април 1848 получава почетната титла сър.

### Семейство
Франсис Бофорт е син на Даниел Аугустус Бофорт (1739 – 1821) и Мери Уолър. Има две сестри – Франсес Ан Бофорт (1769 – 1867) и Хариет Бофорт. Той се жени два пъти и има 5 деца (сред тях е Емили Ан Бофорт, виконтеса Странгфорд).
На 2 декември 1812 г. се жени за Алиша Магдалина Уилсън, дъщеря на капитан Лесток Уилсън, в църквата „Сейнт Мери“ в Лондон. Алиша умира през 1835 г. и Франсис се жени отново на 8 ноември 1838 за Онора Еджуърт, дъщеря на Ричард Ловел Еджуърт и Елизабет Снейд, в Еджуъртстаун, графство Лонгфорд, Ирландия.
Сър Франсис Бофорт умира на 17 декември 1857 година в Хоув, Съсекс, Англия, на 83-годишна възраст. Той е погребан в гробището на църквата „St. John“ в Хакни, Мидълсекс.

## Скала на Бофорт
През 1806 г. сър Франсис Бофорт въвежда стандартна ска̀ла за измерване на силата на вятъра, варираща от 0 (за спокойно време) до 12 (за ураган). Всяка стойност в ска̀лата представя специфичен обхват от скорости на вятъра и описания на ефектите на вятъра върху морската повърхност и върху напълно оборудвана военна фрегата от този период. Първоначално ска̀лата е развита като система за измерване на силата на вятъра без използване на инструменти. По-късно е модифицирана да показва описания на ефектите на вятъра и върху сушата. Ска̀лата все още е в употреба за същата тази цел и за да обединява различни компоненти от климатичното време (сила на вятъра, състояние на морската повърхност, наблюдаеми ефекти) в една обща картина.
През 1831 г. Бофорт подготвя за пътуване кораба „Бигъл“, с който Чарлз Дарвин се отправя на пътешествие да събира информация, на базата на която по-късно създава Теорията на еволюцията. 